# Cri Cri (singolo)
Cri Cri  è il 67° singolo discografico di Cristina D'Avena, pubblicato nel 1990.

## Descrizione
Il brano era la sigla della serie televisiva omonima, scritta da Alessandra Valeri Manera su musica e arrangiamento di Carmelo Carucci. Sul lato b è incisa la versione strumentale.
Entrambi i brani sono stati inseriti nell'LP monografico dedicato alla serie Cri Cri e in altre raccolte.

## Tracce
Lato A
1. Cri Cri – 3:54 (testo: Alessandra Valeri Manera – musica: Carmelo Carucci)

Lato B
1. Cri Cri (strumentale) – 3:54 (testo: Alessandra Valeri Manera – musica: Carmelo Carucci)

## Formazione
- Cristina D'Avena – voce
- Carmelo Carucci – arrangiamento, tastiere
- Piero Cairo – sintetizzatore
- Giorgio Cocilovo – chitarre
- Paolo Donnarumma – basso
- Lele Melotti – batteria
- Claudio Pascoli – tromba
- i Piccoli Cantori di Milano – cori
- Niny Comolli – direzione cori
- Laura Marcora – direzione cori